# I sette del gruppo selvaggio
I sette del gruppo selvaggio è un film del 1975 diretto da Gianni Crea.

## Trama
La sorella di Jeff McNeil è stata aggredita e uccisa dalla banda di Cooper e suo fratello decide di vendicarsi.